# Crosspostage
 (juin 2023).
Si vous disposez d'ouvrages ou d'articles de référence ou si vous connaissez des sites web de qualité traitant du thème abordé ici, merci de compléter l'article en donnant les références utiles à sa vérifiabilité et en les liant à la section « Notes et références ».
Le crosspostage (ou encore postage ou publication croisée, X-postage, crosspost ou crossposting) est le fait d'envoyer un message simultanément à plusieurs forums, listes de diffusion, ou groupes Usenet. Autrement dit on charge le "facteur" (le système de diffusion des messages) de faire le tour des destinataires (les forums) et de leur délivrer à chacun le même message. Il ne faut pas confondre le crosspostage avec le multipostage, qui correspond à l'envoi de multiples messages identiques - et séparés - chacun à un seul forum, liste ou groupe. 
Le crosspostage peut être utile si le message peut intéresser plusieurs publics. Toutefois, cross poster à des groupes qui n'ont rien à voir avec le message posté pourrait être considéré comme du spam. En outre, un crosspostage étendu aux réponses du message initial est généralement mal considéré, car il multiplie le trafic sans ajouter de nouveau contenu. Dans le cas extrême, si toutes les réponses étaient ainsi crosspostées aux mêmes groupes, alors chaque groupe aurait la même apparence. Un crossposteur peut minimiser ce problème en précisant que toutes les réponses doivent être dirigées vers un seul groupe dit groupe de suivi  (follow-up en anglais). 

## Crosspostage sur Usenet
Sur Usenet, la destination de groupe(s) de discussion pour un message particulier est indiqué par la ligne  "Newsgroups:". Le plus souvent, un seul groupe de discussion est ainsi spécifié. Par exemple : 
Newsgroups: sci.space 
Toutefois, il est possible de spécifier que le message est destiné à plusieurs groupes de discussion :
Newsgroups: sci.space comp.simulation 
Dans cet exemple, le message sera visible à la fois dans le groupe de discussion  sci.space  et  dans le groupe de discussion  comp.simulation . Bien qu'apparaissant dans deux endroits distincts, un seul message a été posté. Cela a plusieurs avantages :
- Un message crossposté prend moins d'espace de stockage sur le serveur et crée moins de trafic réseau que si les messages avait été postés individuellement à de multiples groupes de discussion (cas du multipostage).

- Les logiciels clients Usenet peuvent intelligemment détecter si l'utilisateur a déjà lu ou non le message dans un autre forum de discussion. Si plusieurs messages identiques étaient postés (c'est-à-dire multipostés) dans plusieurs groupes de discussion, chacun d'entre eux semblerait être un nouveau message non lu.

- Les réponses aux messages crosspostés seront, par défaut, elles aussi crosspostées, et ainsi des conversations peuvent se produire entre les lecteurs des newsgroups multiples sans aucune confusion, aussi longtemps que personne ne «rompt le fil» en changeant les groupes dans lesquels il poste. Cela permet aux lecteurs de l'un des groupes de discussion d'apporter des corrections, ou des compléments à l'information publiée par quelqu'un dans un forum différent.
- Il est par contre préférable de provoquer un suivi (follow-up) dans un seul groupe, en ajoutant une ligne " Followup-To: ". Ceci indiquera que les réponses suivantes au message courant devraient être faites dans le groupe de discussion ainsi indiqué. En outre un tel groupe de suivi peut être différent de ceux du crosspost initial, c'est-à-dire ceux énumérés par les lignes "Newsgroups: ".

- Le crosspostage évite la fragmentation des réponses qui tend à se produire avec les messages multipostés. Il permet d'éviter les pertes de temps sur la rédaction d'une réponse qui a, en substance, été postée sur un autre forum, mais que le posteur n'a pas vu parce qu'il ou elle ne lit pas ce groupe de discussion ou ne l'a pas encore regardé.

Le crosspostage est habituellement pratiqué lorsque la matière est pertinente et d'intérêt pour les lecteurs de plus d'un groupe de discussion. Cependant il est parfois utilisé malicieusement pour commencer un fil entre des groupes de discussion dont les lecteurs sont susceptibles d'avoir des opinions divergentes, dans l'espoir de provoquer un conflit. Il s'agit d'une forme de  troll. 
Le crosspostage à plus d'un petit nombre de groupes de discussion est susceptible d'être contre-productif. Une limite souvent suggéré est de trois groupes de discussion. Certains serveurs NNTP (serveurs de newsgroups) censurent d'ailleurs les messages qui sont crosspostés à plus d'un nombre donné de groupes de discussion, surtout si aucune ligne " Followup-To: " n'existe.

## Autres significations
Un deuxième sens a évolué sur certains forums Internet. Un crosspostage (également connu sous le nom x-post) se produit lorsque deux personnes postent des réponses au même message à peu près au même moment, rendant parfois le post le plus tardif impertinent, drôle, absurde ou inapproprié. 
Un troisième sens correspond à poster le même contenu sur deux ou plusieurs blogs différents. 
Un quatrième sens se réfère à l'industrie des journaux de petites annonces dans lesquels certaines annonces classées sont « crosspostées » sur différents sites d'emploi.